# Camors
Camors är en kommun i departementet Morbihan i regionen Bretagne i nordvästra Frankrike. Kommunen ligger i kantonen Pluvigner som tillhör arrondissementet Lorient. År 2022 hade Camors 3 180 invånare.

## Befolkningsutveckling
Antalet invånare i kommunen Camors
| Referens: INSEE |